# Haodlon Island
Haodlon Island är en ö i Kanada.   Den ligger i territoriet Nunavut, i den centrala delen av landet, 3 300 km nordväst om huvudstaden Ottawa. Arean är 1,8 kvadratkilometer.
Terrängen på Haodlon Island är mycket platt. Öns högsta punkt är 27 meter över havet. Den sträcker sig 1,5 kilometer i nord-sydlig riktning, och 2,0 kilometer i öst-västlig riktning.